# Hřiště snů
Hřiště snů (v anglickém originále Field of Dreams) je americký sportovní fantasy film z roku 1989, který napsal a režíroval Phil Alden Robinson podle románu kanadského spisovatele W. P. Kinsellyho Shoeless Joe z roku 1982. Ve filmu hraje Kevin Costner roli farmáře, který na svém kukuřičném poli postaví baseballové hřiště, jež přitahuje duchy baseballových legend, včetně Shoeless Joe Jacksona (Ray Liotta) a týmu Chicago Black Sox. Dále hrají Amy Madigan, James Earl Jones a Burt Lancaster (ve své poslední filmové roli).
Film byl uveden do kin 5. května 1989. Od kritiků získal pozitivní recenze a byl nominován na tři Oscary: za nejlepší film, nejlepší původní hudbu a nejlepší adaptovaný scénář. V roce 2017 byl Knihovnou Kongresu USA vybrán k uchování v Národním filmovém registru Spojených států.

## Děj
Ray Kinsella žije s manželkou Annie a dcerou Karin na farmě v Iowě, sužován nevyřešeným vztahem se zesnulým otcem, velkým fanouškem baseballu. Jednoho večera zaslechne tajemný hlas: „Když to postavíš, on přijde.“ Má vizi baseballového hřiště uprostřed kukuřičného pole a ducha hráče "Shoelessa" Joea Jacksona. Annie souhlasí s výstavbou hřiště, přestože to ohrožuje jejich finance.
Shoeless Joe se skutečně objeví a přivádí další hráče, kteří byli zapleteni do skandálu Black Sox. Anniein bratr Mark, který je nevidí, varuje pár před bankrotem a nabízí koupi farmy. Ray se mezitím dozvídá, že musí „ulevit jeho bolesti“, což si vyloží jako odkaz na spisovatele Terence Manna. Po identickém snu s Annie ho najde v Bostonu a společně navštíví zápas, kde je hlas zavede k bývalému hráči Archiemu "Moonlight" Grahamovi. Ray se vydává do Minnesoty, kde zjistí, že Graham se stal lékařem. Na zpáteční cestě vezmou stopaře – mladého Grahama, který se touží přidat k baseballovému týmu.
Na farmě přibyli další legendární hráči, a Graham dostává svou šanci na pálce. Mark naléhá, aby Ray prodal farmu, ale Karin tvrdí, že lidé budou platit za možnost sledovat zápasy. Když Karin spadne z tribuny a začne se dusit, Graham se rozhodne opustit hřiště, čímž se promění zpět v lékaře a zachrání ji. Tím dokazuje, že nemá žádné výčitky ohledně svého života. Najednou Mark vidí hráče a změní názor na prodej farmy.
Shoeless Joe pozve Manna, aby vstoupil do kukuřičného pole. Ray je zklamaný, že nebyl pozván, ale Joe mu naznačí, že jeho skutečný host už na něj čeká. Ray si uvědomí, že chytač na hřišti je jeho otec John jako mladý muž. Po krátkém rozhovoru Ray poprvé překoná svou hrdost a požádá otce, aby si spolu zahráli chytání. Jak se soumrak snáší na pole, stovky aut míří k hřišti, čímž se naplní proroctví, že „lidé přijdou“.